# 赵时真
赵时真（1915年4月—2007年7月10日），又名赵时珍，化名李子谦，河北衡水桃城区南增家庄人，中共平原省委副书记、中国农业科学院副院长。

## 生平
1935年在冀县的河北省立第六师范学校加入中国共产党。1983年1月离休，部长级待遇。 